# Spatula puna

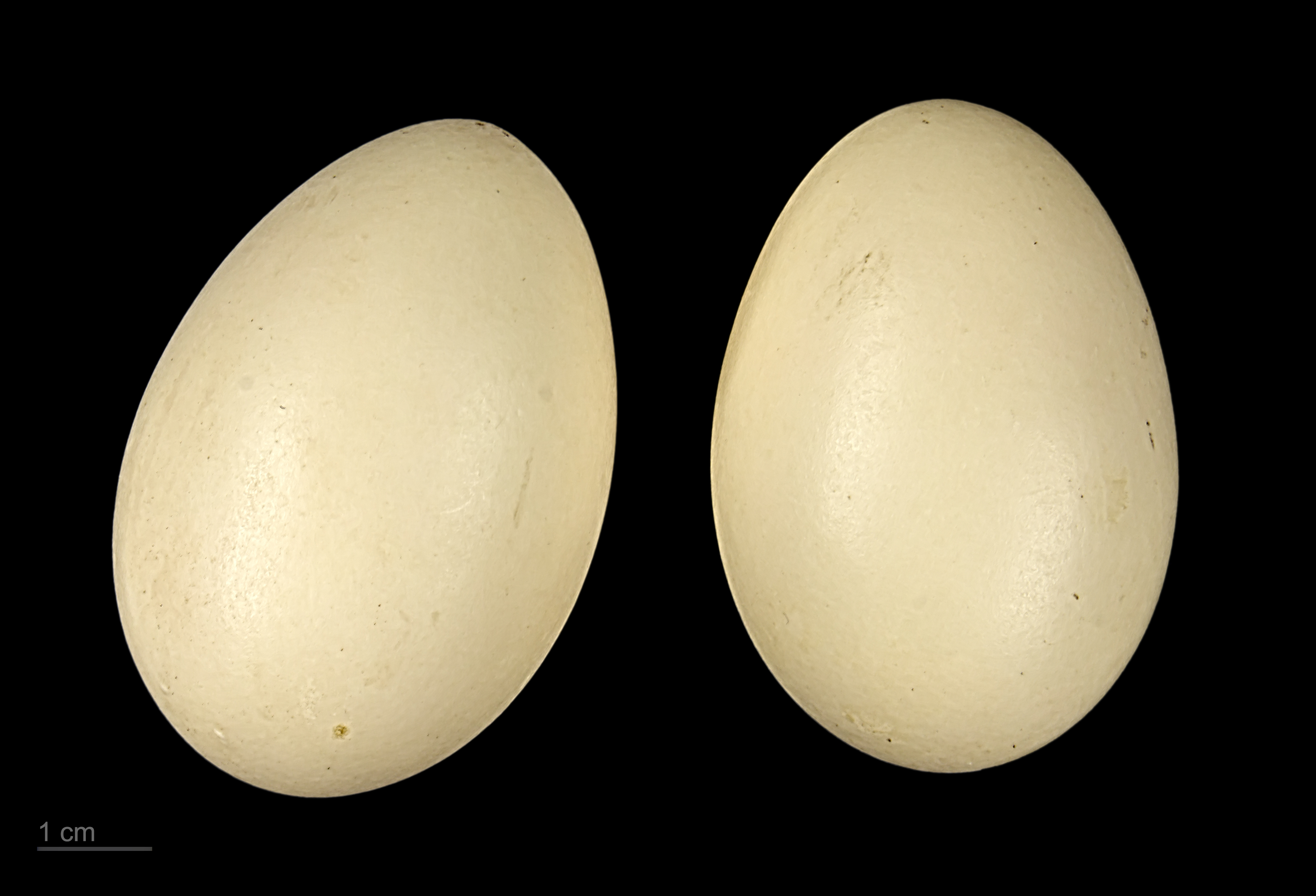
Anas puna

L'alzavola della puna (Spatula puna (Tschudi, 1844)) è un uccello della famiglia degli Anatidi.

## Descrizione
Questa specie non presenta dimorfismo sessuale; la metà superiore della testa e la parte posteriore del collo sono neri, mentre la metà inferiore della testa e la gola sono bianco panna, il becco è azzurro ed una linea nera lo percorre dalla punta sino all'inizio della fronte, dorso bruno, petto macchiettato bruno chiaro/scuro; fianchi, ventre e parte posteriore variegati di nero, bianco e grigio; lo specchio delle ali remiganti e verde scuro con contorni bianchi.
Il colore del piumaggio è abbastanza simile a quello dell'alzavola argentata (Spatula versicolor) e per questo in passato è stata ritenuta una sottospecie di quest'ultima, che tuttavia oltre ad avere un becco azzurro e giallo, ha dimensioni più grandi ed è diffusa in aree diverse da quelle di Spatula puna.

## Distribuzione e habitat
È originaria della regione della Puna, che si estende nelle aree comprese tra Perù, Bolivia, nord del Cile e nord dell'Argentina; abita gli altopiani delle Ande a quote comprese tra i 3.000 e i 4.600 metri di altitudine. Il suo habitat sono laghi, lagune e fiumi della cordigliera andina.

## Biologia

### Alimentazione
Anatra onnivora, cerca nutrimento fra la vegetazione galleggiante e nei fondali fangosi, dove trova molluschi.

### Riproduzione
Il nido è posto generalmente in piccoli isolotti posti nei canneti e ben nascosto dall'erba alta, depone mediamente 4 uova. Nel periodo riproduttivo le coppie si isolano, solo raramente formano gruppi.